# 오스트레일리아 민주당

오스트레일리아 민주당(영어: Australian Democrats)은 오스트레일리아의 자유주의 정당이다.

## 개요
오스트레일리아에서 1977년에 설립되었다. 민주당은 창당 주도 세력인 급진 자유주의파와 오스트레일리아 자유당의 보수주의 성향을 가진 우익 자유주의 성향의 정치운동가 세력이 결합하여 창당되었다. 때문에, 민주당 내부에는 우익 성향의 자유주의자들과 사회자유주의자들로 세력이 나눠져있다. 이는 현재 일본 민주당과 비슷한 구조이다.
이들은 강령으로 '합리적 중도 노선'을 내걸았다. 민주당의 창립 이후, 1980년대 후반에서 1990년대는 오스트레일리아 노동당과 오스트레일리아 자유당의 전성기 시절이었기 때문에, 민주당은 시작부터 의석수에 황혼기가 온다. 결국 이들은 상원에서 의석수를 장기간 동안 얻지 못하였다. 그러나 이 당시 하원은 10석이 넘었기 때문에 오스트레일리아 법안 부분과 정부의 결정에 영향을 미칠 수 있었다.
그러나 민주당의 하원 의석수는 1999년부터 줄어들기 시작했다. 또한 2004년 소득세, 소비세 논쟁에서 이렇다할 정책을 보여주지 못했기 때문에, 지지율은 이 당시 2.4%로 급락하고 결국 2010년 총선에서 하나의 의석수도 얻지 못하여, 군소 정당이 되었다.

## 같이 보기
- 오스트레일리아 노동당
- 오스트레일리아 보수연립
- 오스트레일리아 녹색당